# Antonio de Larrazábal y Arrivillaga
Antonio de Larrazábal y Arrivillaga (Santiago de los Caballeros de Guatemala, 8 de agosto de 1769 - Nueva Guatemala de la Asunción, 2 de diciembre de 1853) fue un canónigo guatemalteco del cabildo eclesiástico de Guatemala y diplomático ante las Cortes de Cádiz. Tras el golpe de Estado en España estuvo prisionero en Cádiz y luego en el Convento de Belén Guatemala hasta 1820, pero al salir de prisión fue elegido como rector de la Real y Pontificia Universidad de San Carlos Borromeo. Tras la expulsión del arzobispo de Guatemala Ramón Casaus y Torres, de las órdenes regulares y del Clan Aycinena por el general liberal Francisco Morazán en 1829, Larrazábal se quedó en Guatemala en su calidad de miembro del clero secular y como provisor y vicario de la Catedral Metropolitana, trabajando para que el arzobispo regresara al país.

## Reseña biográfica
Atraído por las interesantes posibilidades del comercio del añil, Simón de Larrazábal, junto con otros emigrantes de origen vasco y navarro, llegó a la Capitanía General de Guatemala desde la ciudad de Oaxaca y contrajo matrimonio con María Ana Arrivillaga. Los nexos sociales de su esposa -quien pertenecía a la élite criolla- facilitaron una rápida integración, haciendo del grupo Larrazábal uno de la más influyentes del siglo XVIII y de la primera mitad del siglo XIX.
Larrazábal y Arrivillaga fue el miembro más conocido de su grupo: cuando nació en 1769 fue apadrinado por el prestigioso deán Francisco José de Palencia y creció junto con ocho hermanos, entre ellos María Josefa y Mariana -quienes profesaron de velo negro en el convento de las Clarisas lo que demuestra el nivel de fortuna de la familia de origen-, José Ignacio -Teniente de milicias-, y Gertrudis -quien se casó con José Del Barrío, oidor de la Real Audiencia de Guatemala.
Larrazabal y Arrivillaga recibió una rigurosa educación religiosa y universitaria: fue subdiácono en 1789, y en ese mismo año se graduó de bachiller en teología.  En 1791 llegó a diácono y obtuvo su título licenciado en teología en 1792 y en sagrados cánones en 1793 en la Real y Pontificia Universidad de San Carlos Borromeo, y el 9 de febrero de 1794 fue nombrado presbiteriado del obispo Villegas en la ciudad de León con cartas dimisorias. Obtuvo en 1797 por oposición el curato rectoral de la parroquia de los Remedios y más tarde la rectoría del Sagrario de la Catedral. Este prelado Villegas supo apreciar sus cualidades y una vez nombrado arzobispo de Guatemala hizo de Larrazábal su secretario de cámara. Antonio Larrazábal tomó colación de la canongia penitenciaria el 23 de julio de 1810 y el cabildo catedralicio, ganando el concurso frente a los presbíteros José Valdés , Buenaventura Rojas, Antonio Cróquer y Crisanto Tejada -todos con mayor edad y experiencia.

### Diputado ante las Cortes de Cádiz
Fue elegido diputado a las Cortes de Cádiz el 24 de junio de 1810, cuando era vicario capitular y gobernador del Arzobispado y poco después salió rumbo a España con la resolución de defender las Instrucciones del Ayuntamiento de la Ciudad de Guatemala, instrucciones que posteriormente el Capitán General de Guatemala José de Bustamante y Guerra llegó a considerar sediciosas.
Su participación en las Cortes fue muy activa: fue presidente de las Cortes (electo como tal el 24 de octubre de 1811) y participó en varias comisiones, pero al igual que muchos otros representantes americanos, contribuyó muy poco a la Constitución promulgada en marzo de 1812 por haber llegado muy tarde. Trabajó de común acuerdo con el diputado de Costa Rica, Florencio Castillo, para pedir la abolición de la mita y oponerse a un decreto que denunciaba la actitud del obispo de Orense -quien no quiso jurar la Constitución.  Por otra parte, sus relaciones con el diputado Mariano Robles fueron conflictivas, luego que éste bloqueara una moción a favor de la autonomía política de la región chiapaneca. Finalmente, cabildeó en favor de las demandas de los regidores Juan Fermín de Aycinena e Irigoyen, marqués de Aycinena y Antonio de Juarros, quienes solicitaban el copatronato de Santa Teresa -haciéndola patrona de la nueva Constitución-, el regreso a España y América de la Compañía de Jesús y la canonización del hermano Pedro de San José Betancur.

### Golpe de Estado y prisión
Tras los desastres sufridos en España por Napoleón, el 4 de mayo de 1814 un golpe de Estado acabó con las limitaciones impuestas al poder real por el régimen constitucional: las Cortes fueron disueltas y sus miembros apresados colectivamente en la noche del 10 al 11 de mayo. Entre los detenidos estaba Larrazábal y Arrivillaga.  El rey Fernando VII fue restaurado y a pesar de la posición de poder que gozaba entonces el consejero de Estado José Alejandro de Aycinena -pariente y amigo de Larrazábal- hubo una condena a seis años de prisión y el canónigo fue trasladado el 15 de diciembre de 1815 al Castillo de San Sebastián en Cádiz. En abril de 1819 el arzobispo Casaus y Torres ordenaba que el canónigo Larrazábal pasara al convento de Belén de la Ciudad de Guatemala, donde tuvo que quedarse hasta el 4 de mayo de 1820, día de su liberación. 

### Independencia de Centroamérica
A pesar de una salud debilitada por el viaje de regreso y la prisión, reanudó poco tiempo después sus actividades políticas y sociales. Confirió entonces un poder a su amigo Florencio Castillo -canónigo de Oaxaca- para recuperar el derecho al patronato de una capellanía de cuatro mil pesos que mandó fundar su tío Feliciano Larrazábal. En noviembre de 1820, su elección con unanimidad de votos como rector de la Real y Pontifica Universidad de San Carlos Borromeo sonó como el triunfo de un hombre que había recobrado todos los honores de la ciudad a pesar de sus largos años de prisión.

### Guerra civil centroamericana

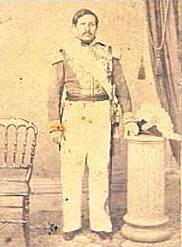
General Rafael Carrera y Turcios, líder del levantamiento campesino que derrotó a los liberales en Guatemala en 1840 y quien luego se constituyó en presidente vitalicio de Guatemala, con el apoyo del Clan Aycinena, al que pertenecía Larrazábal y de los indígenas guatemaltecos.

En enero de 1821 salió electo por la provincia de Chimaltenango al Congreso imperial mexicano pero no asistió, aunque ocho de los once diputados electos para la provincia de Guatemala hicieron acto de presencia en el Congreso. Luego de la declaración definitiva de la independencia de Centroamérica tras separarse del Imperio mexicano de Agustín de Iturbide, entre el 22 de junio y el 15 de julio de 1826 Larrazábal representó a las República Federal de Centroamérica en el Congreso Bolivariano de Panamá, en el que también participó el criollo liberal Pedro Molina. Este Congreso debía continuar sus actividades en México pero resultó un fracaso por la falta de voluntad política y el sabotaje encubierto de Inglaterra y de los Estados Unidos.  Larrazábal regresó a Guatemala en abril de 1830, tras visitar México en busca de una improbable ratifación de los convenios firmados en Panamá.
Las posiciones ideológicas del canónigo Larrazábal se volvieron cada vez más conservadoras, como el resto del Clan Aycinena. Cuando el gobierno de Mariano Gálvez quiso que el cabildo eclesiástico sancionara sus actos reconociendo la elección de provisor y vicario del doctor Diego Batres , Larrazábal junto con el muy conservador canónigo Martínez votó contra las posiciones del doctor Castilla y del doctor Valdés, favorables al nuevo nombramiento. El problema de la expulsión del arzobispo Ramón Casaus y Torres -quien fue expulsado de Centroamérica junto con el resto de miembros del Clan Aycinena por el general liberal Francisco Morazán luego de la guerra civil centroamericana- se mantuvo durante muchos años pero Larrazábal seguía empeñándose en conseguir el retorno del prelado; era entonces vicario capitular por segunda vez y gobernaba la diócesis asumiendo la opinión del padre Casaús cada vez que lo estimaba necesario.

### Triunfo de Rafael Carrera

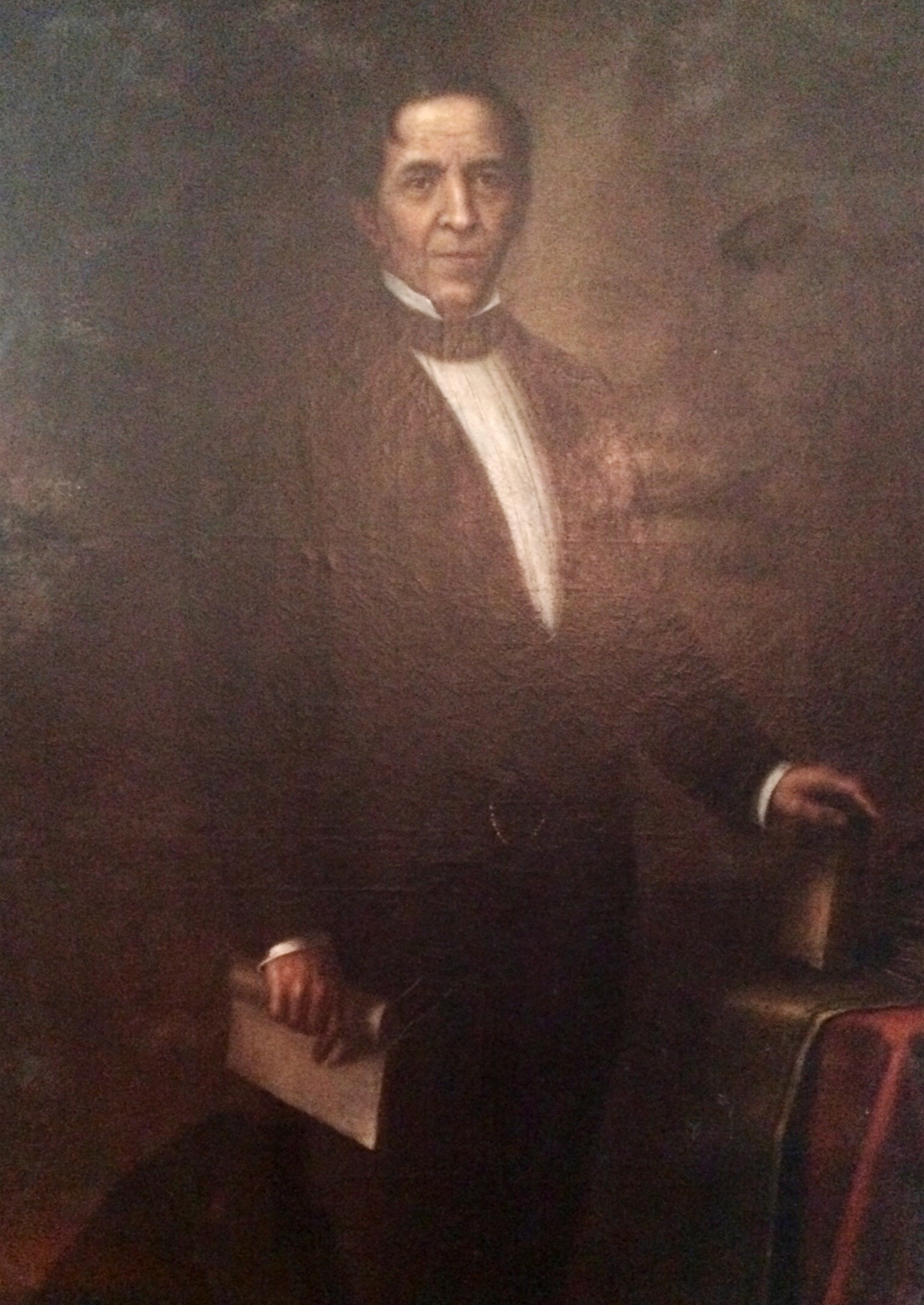
Dr. Mariano Gálvez, gobernador liberal del Estado de Guatemala de 1831 a 1839.

Para contrarrestar los violentos ataques de la guerrilla campesina que se alzó contra su gobierno por considerarlo herético, el gobernador liberal de Guatemala, Dr. Mariano Gálvez aprobó y luego alabó el uso de la política de tierra arrasada en contra de los pueblos alzados; lo que motivó que varios de sus partidarios le aconsejaran que desistiera de esa táctica pues solamente contribuiría a incrementar la revuelta.  A principios de 1838, José Francisco Barrundia y Cepeda, jefe liberal de Guatemala y decepcionado de la gestión de Gálvez por sus atrocidades, gestionó para llevar a la Ciudad de Guatemala al general de los revoltosos, Rafael Carrera y Turcios,  para combatir al jefe de Estado. Para ese año, la situación en Guatemala era insostenible: la economía se encontraba paralizada por la poca seguridad de los caminos y se llegó al punto en que los liberales negociaban con Carrera para poner fin a este enfrentamiento aunque era inevitable. Gálvez sale del ejercicio del poder el 31 de enero de 1838 ante el «Ejército de los Pueblos» al mando de Rafael Carrera que inició la penetración en la ciudad de Guatemala con un ejército de entre diez mil a doce mil hombres, luego del acuerdo a que llegó Carrera con el también liberal José Francisco Barrundia y Cepeda.
Las tropas victoriosas de Carrera, al grito de «¡Viva la religión!» y «¡Fuera los herejes extranjeros!» y constituidas principalmente por campesinos pobremente armados, tomaron la Ciudad de Guatemala y se dedicaron al pillaje y a destruir los edificios del gobierno liberal, incluyendo el Palacio Arzobispal, que era en donde residía Gálvez y la casa del presentante inglés William Hall.  Para detener a la turba, Carrera pidió al decano de la Catedral, que era Larrazábal y Arrivillaga, que abriera las puertas del edificio, que habían permanecido cerradas desde 1829; Larrazabal se opuso terminantemente diciendo que al «sagrado recinto no ingresaba chusma y mucho menos armada»; Carrera entonces le colocó un cuchillo en el cuello y volvió a pedirle que por favor abriera las puertas.  Larrazábal dio órdenes para que abrieran el recinto, y la turba lo invadió pero lo respetó y así se calmó el ánimo de la milicia.
El 2 de marzo de 1838 fue aceptada por unanimidad en la Asamblea la ausencia del poder del doctor Gálvez, y se iniciaría un período de incertidumbre en el Estado de Guatemala, del que el gran beneficiado sería Rafael Carrera, aunque primero sufriría algunas derrotas. Al caer el gobierno de Gálvez, los representantes criollos de Los Altos aprovecharon para separarse del Estado de Guatemala.  El gobernador Valenzuela no pudo hacer nada al respecto, y el congreso de la Federación Centroamericana reconoció al Sexto Estado el 5 de junio de 1838 con una junta de gobierno provisional compuesta por Marcelo Molina Mata, José M. Gálvez y José A. Aguilar, mientras que el general mexicano Agustín Guzmán - antiguo oficial del ejército de Vicente Filísola que se había radicado en Quetzaltenango- quedó al mando del ejército del Estado.

### Estado de Los Altos
Para cuando Morazán arribó a la Ciudad de Guatemala, Gálvez ya había abandonado la jefatura del estado. El grupo en el poder le otorgó plenos poderes para enfrentar a Rafael Carrera, asimismo le ofrecieron la presidencia vitalicia, pero Morazán rechazó esta oferta, porque ello estaba en contra de sus principios liberales. Luego Morazán hizo un llamado a Carrera a deponer las armas, pero el líder rebelde se opuso. Carrera fue derrotado y perseguido por Morazán en varias ocasiones, logrando así pacificar el estado. Pero el general nunca pudo apresar al líder indígena, ya que este simplemente se retiraba a las montañas y regresaba para ocupar las posiciones clave tan pronto como las tropas de Morazán salían del estado de Guatemala.
En agosto de 1839 Larrazábal emitió un decreto que constituía una vicaría foránea en el Estado de Los Altos, estado recién formado por criollos liberales en la región de Quetzaltenango que se oponían al auge conservador que ocurría en Guatemala bajo el liderazgo del general Rafael Carrera y Turcios. Larrazábal nombró al doctor José Matías Quiñones Manzanares encargado del curato de San Miguel Totonicapán y negoció con los liberales para que apoyaran el regreso del arzobispo Casaus y Torres expulsado en 1829 a cambio para dar paso legal a la autonomía eclesiástica del nuevo estado. Sin embargo, tras la violenta y sanguinaria reincorporación del Estado de Los Altos por Rafael Carrera y Turcios en abril de 1840, el secretario general del gobierno guatemalteco Luis Batres Juarros obtuvo del provisor Larrazábal y Arrivillaga la autorización del desmantelamiento de la Iglesia regionalista del Estado de Los Altos; el cura interino de Quetzaltenango, presbítero Urbano Ugarte y su coadjutor, presbítero José María Aguilar, fueron separados de su curato y del mismo modo los presbíteros de las parroquias de San Martín Jilotepeque y de San Lucas Tolimán.  Larrazábal ordenó que los presbíteros Fernando Antonio Dávila, Mariano Navarrete y José Ignacio Iturrioz pasasen a cubrir respectivamente las parroquias de Quezaltenango, San Martín Jilotepeque y San Lucas Tolimán.